# 阿韦莱达 (布拉干萨)
阿韦莱达是葡萄牙布拉干萨区的一个堂区。总面积64.63平方公里，总人口253人，人口密度3.9人/平方公里。